# Operations Support System
Operations Support Systems (ang.), w skrócie OSS – system komputerowy używany przez dostawców usług telekomunikacji. Termin OSS najczęściej opisuje „systemy sieci” zajmującej się samą siecią telekomunikacji, wspomaga procesy takie jak: utrzymywanie inwentarza sieci, zabezpieczenia usług, konfiguracji komponentów sieci i zarządzania błędami. Uzupełniający termin Business Support Systems, w skrócie BSS, jest nowszy i typowo odnosi się on do „systemów biznesu” zajmujących się klientami, wspierających procesy takie jak pobieranie poleceń, przetwarzanie rachunków i zbieranie płatności. Dwa systemy razem często są skracane do BSS/OSS lub B/OSS. Termin OSS został historycznie użyty by zawrzeć zarówno sieć jak i działalność związaną z utrzymaniem systemu – w dalszym ciągu jest on używany w tym sensie, który to może zdawać się niejasny. Kiedy używamy tego skrótu, termin OSS może zostać odebrany jako połączenie z BSS. Dokładny zakres obszarów objętych przez OSS zależy od posługującego się tym pojęciem  producentów oprogramowania, instytucji badawczych czy standaryzujących. Jednakże, przyjmuje się, że OSS pokrywa przynajmniej:
- Network Management Systems
- Service Delivery
- Service Fullfilment
- Service Assurance
- Customer Care

## Historia i rozwój OSS
Około 1970 r. wiele czynności należących do OSS było wykonywane przez manualne procesy administracyjne. Jednak było oczywiste, że znaczną część z tych działań mogłyby wykonywać komputery. W ciągu następnych 5 lat firmy telekomunikacyjne stworzyły szereg systemów komputerowych, które automatyzowały dużą część tych czynności. Był to jeden z decydujących czynników w rozwoju systemu operacyjnego Unix i języka programowania C. Bell System nabył własną linię produkcyjną komputerów PDP 11 od firmy Digital Equipment Corporation (DEC) dla zastosowanie w różnorodnych aplikacjach OSS. System OSS wykorzystywany w systemie Bell zawierał AMATPS, CSOBS, EADAS, RMAS, SCCS, SES, TIRKS, oraz wiele innych. 
Początkowo systemy OSS nie były powiązane ze sobą i często wymagały pośrednictwa człowieka. Przykładowo gdy klient chciał zamówić nową usługę telefoniczną, system odpowiedzialny za jego realizację pobierał informacje o kliencie i szczegóły jego zamówienia, ale nie był w stanie skonfigurować centrali telefonicznej. To było zadanie systemu zarządzającego przełącznikiem. Szczegóły nowej usługi musiały być przeniesione z systemu obsługi zamówień do systemu zarządzania przełącznikiem – zazwyczaj było to robione przez ręczne przeindeksowanie szczegółów z jednego ekranu do drugiego. Było to bardzo nieefektywne, więc przez następnych kilka lat uwaga twórców skupiona była na utworzeniu automatycznych interfejsów pomiędzy aplikacjami OSS – integracji OSS. Tanie i proste scalenie systemów OSS pozostaje ciągle jednym z głównych celów wielu przedsiębiorstw telekomunikacyjnych.

## Historia architektury OSS
Dużo pracy nad OSS zostało skoncentrowanej na definiowaniu jego architektury. Wyróżniono cztery kluczowe elementy OSS:
- procesy – kolejność zdarzeń;
- dane – informacje które są przetwarzane;
- aplikacja – komponenty które wprowadzają w życie procesy, by zarządzać danymi;
- technologia – sposób tworzenia aplikacji.

W latach 90. powstała nowa definicja architektury, opracowana przez ITU-T w postaci modelu TMN. Określono cztery warstwy modelu TMN mające zastosowanie w OSS:
- warstwa zarządzania (ang. Business Management Level, BML);
- warstwa usług (ang. Service Management Level, SML);
- warstwa sieci (ang. Network Management Level, NML);
- warstwa elementów (ang. Element Management Level, EML).

(Istnieje także piąta warstwa, jednakże w standardzie uwzględnia się tylko cztery warstwy).
To stało się podstawą dla późniejszej pracy. Zarządzanie siecią dalej zostało zdefiniowane przez certyfikat jakości ISO dla modelu FCAPS (ang. Fault, Configuration, Accounting, Performance, Security). Ta podstawa została zaadaptowana przez standardy ITU-T TMN jako funkcjonalny model dla podstawy technologii standardów TMN 3000 M. – M. 3599. Chociaż model FCAPS pierwotnie został opracowany dla celów opisu informatycznych sieci przedsiębiorstw, to został dostosowany do użycia w publicznych sieciach przez dostawców usług telekomunikacji dążących do standardów ITU-T TMN. Zagadnienia sieci i zarządzanie usługi jest zdolnością niezbędną, by móc kontrolować elementy sieci dostępu i rdzenia sieci.
Wiele wysiłku zostało włożonego w fora standaryzacji (ITU-T, 3GPP), w to żeby zdefiniować standardowy protokół dla zarządzania sieci, ale bez żadnych sukcesów i praktycznych skutków. Z drugiej strony protokół SNMP (ang. Simple Network Management Protocol, prosty protokół zarządzania siecią) stał się defacto standardem dla Internetu i zarządzania telekomunikacją w poziomie komunikacji EML – NML.
Od 2000 roku wraz ze wzrostem nowego szerokiego pasma, usług VoIP, też i zarządzanie domowych sieci weszło do zakresu OSS. Forum DSL TR-069 zdefiniowało specyfikacje CPE WAN Protocol Management (CWMP).

## TM Forum
TMForum (do 2008 – TeleManagement Forum) to międzynarodowa organizacja firm telekomunikacyjnych i przedsiębiorstw informatycznych dostarczających usług na rynek telekomunikacyjny. TMForum utworzono w 1988 r. w celu przyspieszenia rozwoju systemów do zarządzania sieciami telekomunikacyjnymi. Do członków założycieli można zaliczyć m.in. takie firmy jak: AT&T, BT, Northern Telecom i HP. Pierwszy protokół TMF zatwierdziło w rok po założeniu (1989 – OSI/NM). Liczba członków stale rosła, a obecnie ich liczba wynosi ponad 700. Standardy TMForum są dzisiaj przyjmowane przez wyspecjalizowaną agencję ONZ – International Telecommunication Union (ITU).
Dopóki OSS jest zdominowany przez właścicieli i zwyczajowe technologie, TMForum czuwa nad zachowaniem standardów i struktur w OSS. TMForum brało aktywny udział w testowaniu struktury i następnie komentowała rozwój w OSS i BSS.
W 2000 r. TMForum zapoczątkowało nowy etap w rozwoju architektury systemów OSS, rozpoczynając prace nad programem NGOSS. W założeniach tego projektu było m.in. opracowanie modeli, które określały standard tworzonej platformy:
- model informacyjny (ang. information model – model Shared Information/Data, albo SID), który wykorzystuje język UML do jednoznacznego zdefiniowania i sformalizowania modelu danych,
- model procesowy (ang. process model – ulepszony Telecom Operation Map, albo eTOM),
- model aplikacji (ang. application model – Telecom Applications Map),
- model cyklu życia.

NGOSS wyznacza standardy dla projektantów systemów wspomagających różnego rodzaju operacje w firmach z branży telekomunikacyjnej (OSS/BSS). NGOSS definiuje architekturę, która zbudowana jest w oparciu o usługi. Jej założeniem jest centralny punkt (integration point), który jest spoiwem, łączącym poszczególne aplikacje w systemie. Do głównych założeń NGOSS można zaliczyć:
- szczegółowo opisane operacje, definiujące wszystkie zachodzące w obrębie danej firmy procesy,
- dość obszerny i łatwy w rozbudowie model danych, definiujący język opisu przechowywanych informacji,
- niezależna technologicznie architektura.

Pomimo że NGOSS utworzono specjalnie dla systemów z branży telekomunikacji, to jednak cele jakie są stawiane przed tą platformą zakładają znaczne rozszerzenie zakresu zastosowań o inne dziedziny, m.in. administracja publiczna, bankowość, czy też służba zdrowia.